# Peter Dawson (golfer)
Peter Dawson (Doncaster, 9 mei 1950) is een Engelse golfprofessional.
Dawson werd in 1970 professional en speelde enkele jaren op de Europese PGA Tour. In 1974 speelde hij voor het eerst het Brits Open en eindigde op de 18de plaats. De vier volgende jaren haalde hij de cut maar de 18de plaats heeft hij nooit meer overtroffen. Zijn enige overwinning op de Europese PGA Tour was het strokeplaytoernooi van de Double Diamond International.
Zijn beste seizoen was 1977, hij speelde dat jaar de Ryder Cup en de World Cup en eindigde op de 7de plaats van de Order of Merit.
Sinds 1981 is hij coach. Eerst gaf hij les op Saint Cloud in Frankrijk, daarna werd hij de nationale coach van Denemarken, Zwitserland en Marokko. 
Hij heeft wat toernooien op de Europese Senior Tour gespeeld, maar met afnemend succes. In 2000 haalde hij vijf top 10-plaatsen, waaronder een tweede plaats bij het PGA Senior Kampioenschap, en eindigde hij op de 20ste plaats van de Order of Merit. In 2001 verdiende hij meer maar werd hij 21ste. Sindsdien heeft hij geen top 10-plaats meer gehaald. 

## Gewonnen
- 1975: Double Diamond International

## Teams
- World Cup: 1977
- Ryder Cup: 1977

## Privé
In 1975 trouwde Dawson met Liz. Ze kregen een dochter en een zoon.